# みんなでBINGOLF
『みんなでBINGOLF』（みんなでビンゴルフ）は、2021年4月2日（4月1日深夜）から10月1日（9月30日深夜）まで、テレビ東京で毎週金曜1:30 - 2:00（木曜深夜、JST）に放送されたゴルフ番組。

## 概要
同年3月まで、日曜11時台前半にて放送されていた『日曜ゴルフっしょ!』を改題・リニューアルしたもので、同番組から出演者3人がMCとして続役する。
3人のMCとゲストが4人で9ホールプレーをしつつ、BINGOのマスに書かれたミッションに挑戦していくといった番組内容である。ミッションを達成して、タテ・ヨコ・ナナメのビンゴ達成を目指していき、ビンゴの達成数で豪華賞品を入手できるというルールが採られていた。
レギュラー放送終了後の2021年12月29日には、年末スペシャルが90分枠（9:00 - 10:30）で放送された。

## 出演者
MC
- 岡田圭右（ますだおかだ）
- 藤森慎吾（オリエンタルラジオ）
- 山内鈴蘭（SKE48）

ナビゲーター
- 佐竹桃華

## スタッフ
- TD：桧山賢一朗
- CAM：橋本弘行、上野祥一朗
- 音声：丹野基樹
- ドローン：土方隆司
- EED：岩品博之
- MA：林美蘭
- 音響効果：八木賢二郎
- タイトルデザイン：藤田秦実
- ポスプロ：麻布プラザ
- 協力：富士急行、ランドローバー、グアム政府観光局
- スチール：瀬津真也
- ロケ制作：河野一郎
- メイク：林田凛
- 衣堂協力：BEAMS GOLF、Gorurun、Munsingwear
- デスク：後藤由枝
- AP：美濃未来央、石本秀孝
- AD：加藤さえ、田中美羽
- ディレクター：長谷川貴彦
- 演出：平田亮輔
- プロデューサー：森本秦介（テレビ東京）、堤智志（ホリプロ）
- チーフプロデューサー：伊藤隆行（テレビ東京）
- 総合プロデューサー：西尾聖（ホリプロ）
- 制作：テレビ東京、ホリプロ